# باتزویل (نیوجرسی)
باتزویل (به انگلیسی: Buttzville) یک منطقهٔ مسکونی در ایالات متحده آمریکا است که در وایت، نیوجرسی واقع شده‌است. باتزویل ۰٫۷۳۲ کیلومتر مربع مساحت و ۱۴۶ نفر جمعیت دارد و ۱۱۵ متر بالاتر از سطح دریا واقع شده‌است.